# Waltraud Kaufmann
Waltraud Kaufmann po mężu Pöhlitz (ur. 10 marca 1942 w Brockau) – niemiecka lekkoatletka, biegaczka średniodystansowa, wicemistrzyni Europy z 1962. W czasie swojej kariery reprezentowała Niemiecką Republikę Demokratyczną.
Startując we wspólnej reprezentacji Niemiec na mistrzostwach Europy w 1962 w Belgradzie zdobyła srebrny medal w bieg na 800 metrów, za Gerdą Kraan z Holandii. Ustanowiła wówczas rekord NRD czasem 2:05,0. 
Odpadła w eliminacjach biegu na 800 metrów  na igrzyskach olimpijskich w 1964 w Tokio. Zajęła 8. miejsce na tym dystansie na mistrzostwach Europy w 1966 w Budapeszcie.
Była mistrzynią NRD w biegu na 800 metrów w 1962, 1963, 1964 i 1966 oraz mistrzynią NRD w biegu na 1500 metrów w 1967. Zdobyła również złote medale w latach 1961–1963 i brązowe w 1965 i 1966 w sztafecie 3 × 800 metrów. W hali była mistrzynią NRD w biegu na 800 metrów w 1964, 1966 i 1967.